# 宗盖鲁
宗盖鲁（英語：Zungeru）是尼日利亚尼日尔州的一个城镇。1902年至1916年间，宗盖鲁是英属北尼日利亚保护国的首都。它是尼日尔州立理工学院的所在地，位于卡杜纳河上。

## 名称
根据当地口述历史，“Zungeru”是“Dunguru”一词的变体。传统认为，英国殖民者在现在的宗盖鲁地区遇到了一个正在演奏一种名为Dunguru的乐器的格巴里人。英国人问他叫什么名字，他回答道“Dunguru”，于是转音后的“Zungeru”就成为了定居点的名字。

## 历史

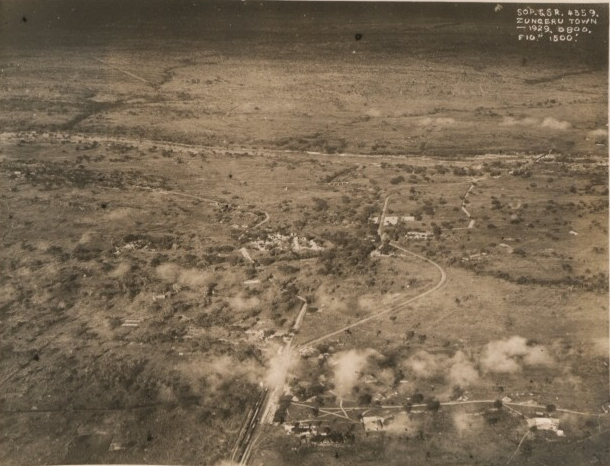
宗盖鲁镇的鸟瞰图，1929年

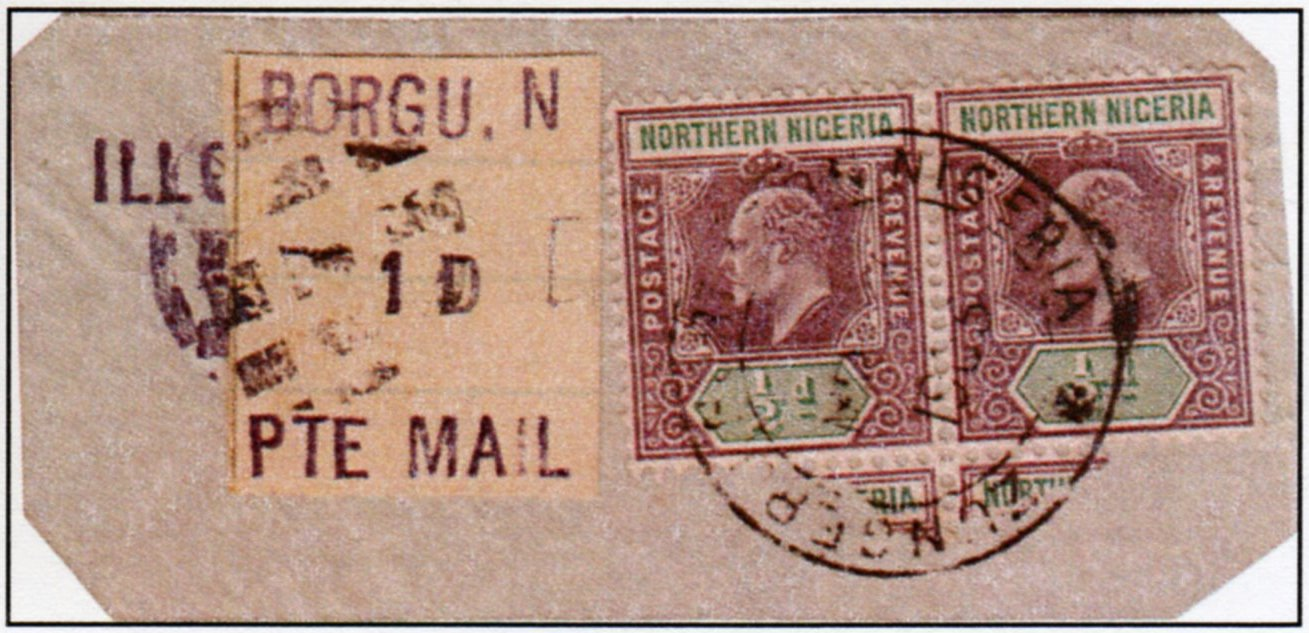
在博尔古和宗盖鲁使用的北尼日利亚保护国的英国殖民邮票，1905年

1902年9月，英国军队占领了宗盖鲁，当时那里居住着格巴里人。殖民管理者弗雷德里克·卢加德选择该镇作为北尼日利亚的首府，而不是杰巴和洛科贾，因为宗盖鲁位于地区的中心位置。英国人砍伐了该地区的森林，建立了市场、军营和医院等设施。
1914年，北尼日利亚和南尼日利亚两个保护国合并为一个殖民地实体。两年后，卢加德将北部的首府迁至卡杜纳。同年，乌什施酋长被授予宗盖鲁的统治者之位，这一职位后来传给了他的儿子阿布巴卡尔。首都迁至卡杜纳后，宗格鲁作为尼日尔省的一部分归明纳管辖。
自从行政职能被迁移至卡杜纳后，宗盖鲁的重要性就下降了。

## 地理与气候
宗盖鲁四面环山，为盆地地形。除了卡杜纳河外，流量较小的纳马耶河和托舍塔河也流经该镇附近。
宗盖鲁周围地区是一片树种混杂的稀树草原；生长在该地区的植物种类包括缅茄、非洲酸枝和准鞋木属植物。该镇及周边地区是尼日利亚最热和最潮湿的地区之一。

## 引用
1. ↑  Ogendengbe, p. 280
2. ↑  Geary, William M. . Routledge. 1965: 211. ISBN 0-7146-1666-4.
3. 1 2  Osunde, Olu. . Nigerian Tribune online (African Newspapers of Nigeria). 2007-12-24  [2007-11-03]. （原始内容存档于2020-04-14）.
4. ↑  Ogendengbe, pp. 280-281
5. ↑  Ogendengbe, p. 285
6. 1 2  Ogendengbe, A. Yinka. . Wesler, Kit W.  (编). . Africa World Press. 1998: 278–279. ISBN 0-86543-610-X.